# Långstrandberget
Långstrandberget este o arie protejată (arie specială de conservare — SAC, sit de importanță comunitară — SCI) din Suedia întinsă pe o suprafață de 63 ha, integral pe uscat.

## Localizare
Centrul sitului Långstrandberget este situat la coordonatele 63°16′54″N 15°48′35″E / 63.2816°N 15.8097°E.

## Înființare
Situl Långstrandberget a fost declarat sit de importanță comunitară în aprilie 2004 pentru a proteja 4 specii de plante. Situl a fost protejat și ca arie specială de conservare în martie 2011.

## Biodiversitate
Situată în ecoregiunea boreală, aria protejată conține 2 habitate naturale: Păduri fino-scandinave bogate în ierburi cu Picea abies, Taiga vestică.
La baza desemnării sitului se află mai multe specii protejate de  plante (4): Calamagrostis chalybaea, Calypso bulbosa, papucul doamnei (Cypripedium calceolus), Ranunculus lapponicus.